# Коледж Національного фармацевтичного університету
Фаховий коледж Національного фармацевтичного університету (Коледж Національного фармацевтичного університету) — державний вищий навчальний заклад І-ІІ рівнів акредитації, підпорядкований Міністерству охорони здоров'я України та розташований у Харкові.
Пріоритети
Пріоритетними напрямами діяльності колективу коледжу є забезпечення якісної професійної підготовки майбутніх фахівців для фармацевтичного сектору на засадах патріотизму, соціальної активності, громадянської позиції та відповідальності, академічної доброчесності, формування правової та екологічної культури, моральних цінностей, здорового способу життя, здатності критично мислити та самоорганізовуватися в сучасних умовах. 
В освітньому процесі коледжу органічно поєднуються теоретичне та практичне навчання, пошуково-дослідна та інноваційна діяльність.

## Історія
- 1926 р. — Професійно-технічна хімічна школа № 4
- 1930 р. — Харківський хімічний технікум
- 1946 р. — Харківський індустріальний технікум
- 1955 р. — Харківський хіміко-механічний технікум
- 1991 р. — Харківський хіміко-фармацевтичний технікум
- 1997 р. — Технікум Української фармацевтичної академії
- 2001 р. — Технікум Національного фармацевтичного університету
- 2005 р. — Коледж Національного фармацевтичного університету
- 2020 р. — Фаховий коледж Національного фармацевтичного університету

Скорочена історія
Дата створення Коледжу як навчального закладу відраховується від моменту організації у 1946 році Харківського хіміко-індустріального технікуму, який у 1955 році змінив назву на хіміко-механічний. Процеси перебудови в Україні, потреба у фахівцях для мережі закладів фармації поставили в 1991 році перед технікумом, який мав розвинуту хімічну базу, завдання перепрофілювання в хіміко-фармацевтичний технікум. Відповідно до Наказу МОЗ України у 1991 р. Харківський хіміко-механічний технікум змінив назву на Харківський хіміко-фармацевтичний технікум та до нього переведено фармацевтичне відділення Харківського медичного училища № 1. У 1997 р. на базі ліквідованого хіміко-фармацевтичного технікуму утворюється Технікум Української фармацевтичної академії. У зв'язку з наданням Українській фармацевтичній академії статусу Національного закладу, технікум іменується як Технікум Національної фармацевтичної академії України. На підставі Наказу Національного фармацевтичного університету у 2002 році технікум змінив назву на Технікум Національного фармацевтичного університету. Згідно з наказом ректора Національного фармацевтичного університету від 01.01.2005 р. № 1-К та на підставі дозволу Міністерства охорони здоров'я України від 22.12.2004 р. № 08.01-22/3065 технікум починає функціонувати як Коледж Національного фармацевтичного університету.

## Підготовка кадрів та матеріально-технічна база
Підготовка кадрів
Коледж Національного фармацевтичного університету — державний заклад вищої освіти, який готує фахівців галузі знань 22 «Охорона здоров'я», спеціальності 226 «Фармація, промислова фармація» за першим (бакалаврським) рівнем вищої освіти та освітньо-кваліфікаційним рівнем «молодший спеціаліст» за освітньо-професійними програмами:
- «Фармація» (кваліфікація фармацевт);
- «Аналітичний контроль якості хімічних лікарських сполук» (кваліфікація технік-лаборант);
- «Виробництво фармацевтичних препаратів» (кваліфікація технік-технолог).

Форми навчання:
- Очна (денна)
- Заочна

Кадровий потенціал
Загальна кількість кадрів коледжу — 104 особи, з них:
- адміністративно-управлінський персонал — 17
- педагогічні працівники — 80, з них:

- Викладачі — 61
- Інші педагогічні працівники — 19
Серед педагогічних працівників:
- кандидатів наук — 9 (4 к.фарм.н., 3 к.пед.н., 1 к.хім.н, 1 к.іст.н.)
- доцентів — 3
- аспірантів — 3

Пройшли атестацію та мають кваліфікаційні категорії:
- вищу — 48
- 34 особи мають педагогічні звання «старший викладач» і «методист»

Педагогічні працівники мають відзнаки та нагороди: 1 — Заслужений працівник фармації України, 1 — почесна відзнака Харківської обласної ради «Слобожанська Слава», 1 — орден «Дружби народів», 2 — Почесні грамоти Міністерства освіти і науки України, 5 — Почесні грамоти та подяки Міністерства охорони здоров'я України. Імена 3 викладачів були внесені до «Золотої книги пошани НФаУ».
Матеріально-технічна база: 2 навчально-лабораторних корпуси, 57 кабінетів і лабораторій, комп'ютерні класи, актова зала, спортивно-оздоровчий комплекс, харчувальний комплекс [Архівовано 1 жовтня 2019 у Wayback Machine.], бібліотека, електронна читальна зала, читальна зала, гуртожитки.

## Керівництво
Директор коледжу Прокопенко Тіна Сулейманівна, кандидат фармацевтичних наук, доцент кафедри Інституту підвищення кваліфікації спеціалістів фармації НФаУ, заслужений працівник фармації України. Як викладач коледжу має вищу категорію та звання методиста, очолює Педагогічну раду коледжу, член Ректорської ради та член Вченої ради в НФаУ. Прокопенко Тіна Сулейманівна співавтор двох підручників, нагороджена почесними грамотами Міністерства освіти та науки України, Міністерства охорони здоров'я  України, почесною грамотою Харківської обласної адміністрації. У 2018 році Прокопенко Т. С. отримала почесну відзнаку від Харківської обласної ради «Слобожанська слава».
Заступники директора:
- з навчальної роботи — Гейко Ольга Всеволодівна
- з навчально-виробничої роботи — Гузєва Вікторія В'ячеславівна
- з виховної роботи — Новакова Вікторія Сергіївна
- з адміністративно-господарської роботи — Рябуха Надія Павлівна